# Ludovico Manin
Ludovico Manin (Velence, 1725. május 14. – Velence, 1802. október 24.) a Velencei Köztársaság utolsó dózséje. 1797-ben Napóleon megszállta Velencét és lemondásra kényszerítette a dózsét. 

## Ifjúsága
Ludovico Manin 1725. május 14-én született Velencében, III. Lodovico Alvise (1695–1775) és Lucrezia Maria Basadonna (Pietro Basadonna bíboros dédunokája) házasságából; öt fiuk közül ő volt a legidősebb. A Friuliból származó Manin család 1651-ben költözött Velencébe és vagyonának és jó házasságkötéseinek köszönhetően hamarosan befolyásos arisztokrata családdá vált. Ludovico a bolognai egyetemen, a jezsuiták Xavéri Szent Ferenc Kollégiumában tanult olasz és francia irodalmat, retorikát, filozófiát és jogot. 1743-ban Pietro öccsét kísérve Rómában tanult tovább történelmet, matematikát és retorikát, tánc- és vívóleckéket is vett. 1746-ban öccsével együtt Nápolyba ment, ahol a velencei konzul vendégeként a Károly nápolyi királlyal is találkozott. 1747-ben visszatért Velencébe és a következő évben feleségül vette Elisabetta Grimanit, akinek családja befolyásos, dózsékat is adó arisztokrata família volt és hozománya 45 000 dukátra rúgott. A trevisói kolostorban nevelkedett Elisabetta gyermekkora óta beteges volt, gyermekük nem született.

## Politikai karrierje
1751-ben Manint beválasztották a köztársaság Nagytanácsába és egyben megtették Vicenza kapitányává. Ebben a minőségében sikeresnek bizonyult a csempészek elleni harcban és az adósságok behajtásában. Vicenzai sikerei révén 1756-ban megkapta Verona kapitányának pozícióját. Az Adige folyó áradásakor Manin megszervezte a károsultak megsegítését és károk enyhítésére kormányzati segélyt szerzett. 1763-ban Brescia podestàjává nevezték ki és egy hónappal később megszerezte a köztársaság dózse utáni legtekintélyesebb politikai címét és prokurátor (procirator di San Marco de ultra) lett. Kritikusai szerint nem tehetsége, hanem családja pénze tette ezt lehetővé, de Manin mindenesetre pompás felvonulásokkal és lakomákkal ünnepelte meg előléptetését. A későbbiekben számos - főleg gazdasági - pozíciót birtokolt, volt a pénzverde, a kormányzati kiadások felügyelője és a kereskedelmi felügyelet tagja. Politikai helyzetét tovább erősítette, hogy 1779-ben közeli rokonát, Paolo Reniert választották dózsénak. Renier 1789-es halála után Ludovico Manin volt a legerősebb jelölt a dózsei pozícióra és a tanács első körben, többséggel megválasztotta a köztársaság élére.  

## Dózsévá választása és a köztársaság bukása

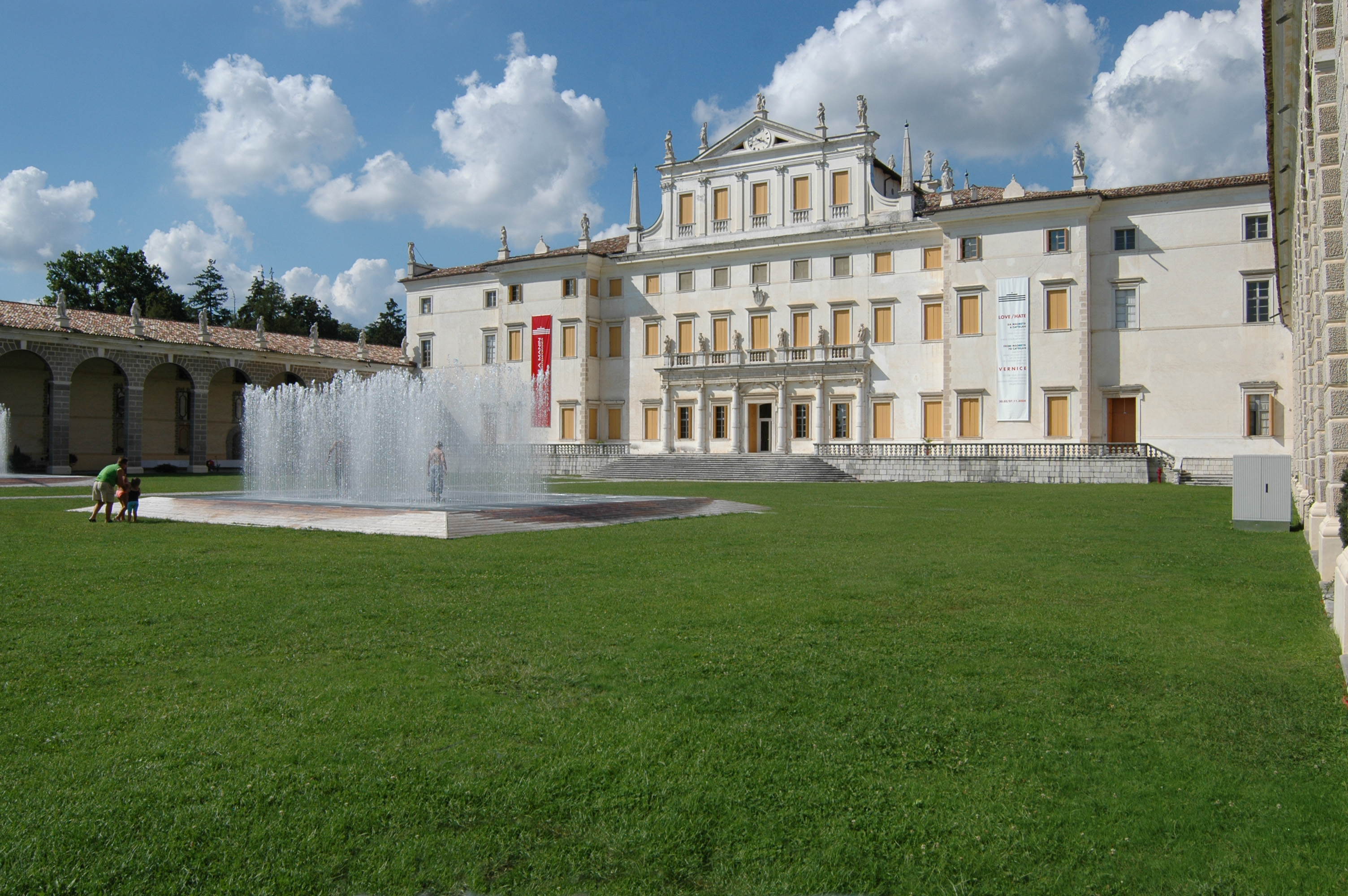
Manin villája Passarianóban (Codroipo, Udine megye)

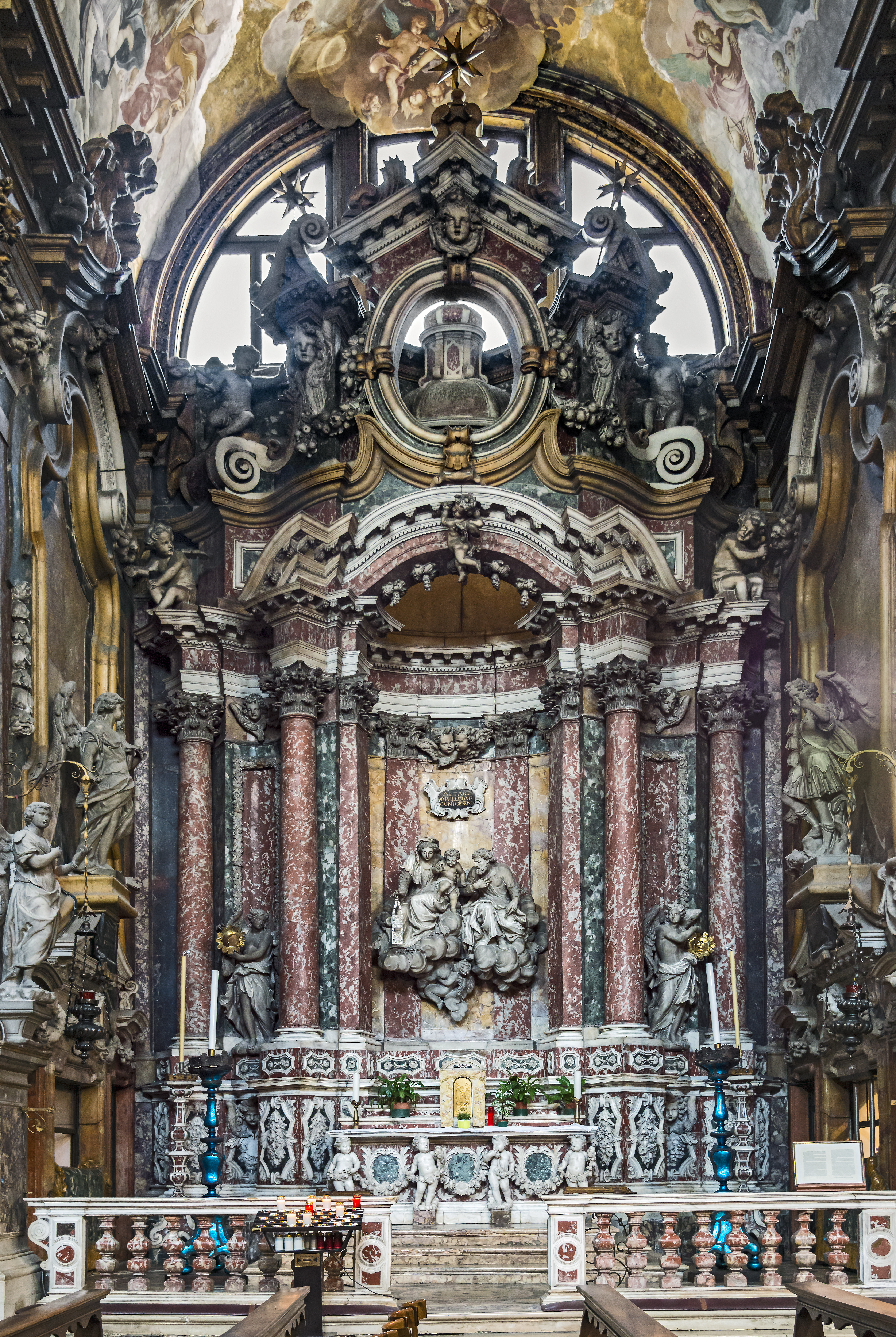
Ludovico Manin sírja

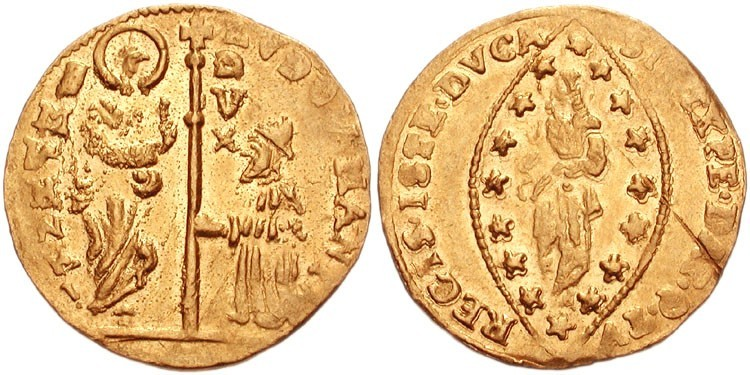
Velencei aranypénz (zecchino) Ludovico Manin idejéből

Velence helyzete ekkor külső és belső problémák miatt volt feszült. A nép nagyobb szabadságot követelt, egy hónappal Manin megválasztása után pedig kitört a francia forradalom. Velence egykor hatalmas kereskedőflottája 1792-re 309 hajóra esett vissza. Ebben az évben meghalt a dózse felesége is és Manin már a lemondást fontolgatta. 1795-ben, amikor a francia támadás veszélytől tartó olasz hercegségek koalícióba tömörültek,  Velence és Genova semleges maradt és nem csatlakozott.
Franciaország és Ausztria 1797 áprilisában aláírta a leobeni egyezményt, melynek egy titkos záradéka az Osztrák Németalföldért cserébe Ausztriának juttatta Velencét, Isztriát és Dalmáciát. A francia ultimátumot Velence visszautasította, mire április 25-én francia inváziós flotta érkezett a város alá. A szárazföldi erődök ágyúi elsüllyesztettek ugyan egy hajót, de a mindössze 11 gályából álló hadiflotta nem tudott tényleges ellenállást kifejteni. Május 12-én Velence kapitulált, május 16-án pedig aláírták a megadási okmányt, melyben a dózse lemondott és a Velencei Köztársaság megszűnt létezni.
1797 októberében Napoléon Bonaparte tábornok a leköszönt dózse passarianói kastélyában, a Villa Maninban lakott (ma Codroipo város része). A villában folytak a Campo Formió-i béketárgyalások, az itt aláírt békeszerződés értelmében a Velencei Köztársaság szárazföldi birtokait a Habsburg Birodalom szerezte meg.

## Halála
Lemondása után a volt dózse nem volt hajlandó semmilyen posztot vállalni az átmeneti kormányzatban, visszavonult a Palazzo Dolfin Maninba
és állítólag még barátainak sem nyitott ajtót. 1801-től kezdve többet mozdult ki, egészségügyi sétái során sok inzultusnak volt kitéve, felhánytorgatták neki, hogy feladta a város szabadságát csak hogy elkerülje a harcot (és a vérontást).
Ludovico Manin 1802 október 24-én halt meg szívproblémái és vízkór következtében. Végakarata szerint temetését a lehető legkisebb pompával kívánta végrehajtatni. Vagyonából 110 ezer dukátot hagyott Velence árváinak, eszelőseinek és a hozomány nélküli szegény lányok javára.
Egy újságíró így írta le külsejét: szemöldöke bozontos, szeme barna és tompa, nagy sasorra van, felső ajka kiugrik, lépte fáradt, tartása kissé görnyedt.

## Fordítás
- Ez a szócikk részben vagy egészben  a   Lucovico Manin című olasz Wikipédia-szócikk ezen változatának fordításán alapul.  Az eredeti cikk szerkesztőit annak laptörténete sorolja fel. Ez a jelzés csupán a megfogalmazás eredetét és a szerzői jogokat jelzi, nem szolgál a cikkben szereplő információk forrásmegjelöléseként.

| Előző uralkodó: Paolo Renier | Velencei dózse 1789-1797 | Következő uralkodó: A Velencei Köztársaság megszűnt |